# Волохова, Наталья Николаевна
Ната́лья Никола́евна Во́лохова (1878—1966) — русская, советская актриса
.

## Биография
Родилась в городе Стародубе Таврической губернии в семье судебного деятеля. В детстве, оставшись без родителей, воспитывалась в семье тёти в Москве. Получила образование в московском Николаевском сиротском институте, на курсах профессора В. И. Герье и затем на драматических курсах Московского Художественного театра (1901—1903).
В 1903 году была принята на роли молодых героинь в Тифлисский театр, где в сезоне 1903—1904 годов играла в антрепризе Н. Д. Красова и в следующем сезоне в Товариществе новой драмы В. Э. Мейерхольда. После одного сезона в театре Николаева в 1905 году вместе с рядом актёров Товарищества Новой драмы вернулась в Москву в Театр-студию при Художественном театре .
В 1906 году по приглашению Веры Федоровны Комиссаржевской поступила на службу в её театр на Офицерской в Петербурге. Среди исполненных ролей — Дина («В городе» С. Юшкевича), Игуменья («Сестра Беатриса» М. Метерлинка), Божена («Вечная сказка» Пшибышевского), Влюблённая («Балаганчик» А. Блока), Женевьева («Пелеас и Мелизанда» М. Метерлинка), Алина Сольнес («Строитель Сольнес» Г. Ибсена), Графиня («Ванька-ключник и паж Жеан» Ф. Сологуба), Электра («Электра» Гофмансталя), Настоятельница монастыря («Заложница Карла Великого» Г. Гауптмана), Саломея («Саломея» О. Уайльда) и другие.
После ухода в 1909 году из театра Комиссаржевской работала в провинциальных театрах (Херсон, Николаев, Самара, Рига). В сезоне 1913—1914 годов — в Панаевском театре (антреприза Незлобина-Рейнеке) в Петербурге.
В 1910 году вышла замуж. С рождением дочери два года не играла на сцене, посвятив себя её воспитанию. В 1915 году в Казани, где Н. Волохова находилась на гастролях, дочь умерла от скарлатины, после чего Волохова оставила сцену.
С 1917 до 1921 года играла в Москве, в театре Незлобина (позднее — Театр РСФСР Второй). Играла Прокулу («Царь Иудейский» К. Романова, Марию («Мария Тюдор» В. Гюго, Степаниду («Псиша» Ю. Беляева), Кондорову («Нищие духом» А. Потехина) и ряд других. До 1926 года работала в московском театре «Пассаж» у Гринера и в Дмитровском Драматическом театре, после чего закончила свою сценическую деятельность.
Умерла в возрасте 88 лет.

### Знакомство с А. Блоком
Знакомство Н. Волоховой с поэтом Александром Блоком состоялось в 1906 году благодаря тому, что члены театрального кружка сторонников символизма В. Ф. Комиссаржевской, к коим принадлежали и Н. Волохова, и Л. Блок (супруга поэта), неоднократно гостили в квартире Блоков.
А. Блок посвятил Н. Волоховой сборник стихотворений «Снежная маска» (1907). Образ Н. Волоховой отражён в цикле «Фаина», в пьесе «Песня Судьбы» и в «Сказке о той, которая не поймет его», с ней связаны многие стихотворения 1907 года. Н. Волохова ценила Блока как поэта и обаятельного человека, но не смогла ответить на его строгую, рыцарскую любовь. После объяснений в Москве, где А. Блок сопровождал гастроли театра (1908), их отношения практически прекратились.
Последняя встреча Н. Волоховой с А. Блоком состоялась в 1920 году в Московском драматическом театре. А. Блок ушёл со спектакля, не дождавшись конца. Через год его не стало.
В 1961 году Н. Волохова опубликовала свои воспоминания об Александре Блоке в «Учёных записках Тартуского университета».

## Наиболее значимые роли
Театр Комиссаржевской
- «Победа смерти» Ф. Сологуба — Мальгиста
- «В городе» С. Юшкевича — Дина Гланк
- «Сестра Беатриса» М. Метерлинка — Игуменья
- «Саломея» О. Уайльда — Саломея

в других театрах
- «Снег» Пшибышевского — Ева
- «Гроза» А. Н. Островского — Катерина
- «Идиот» по роману Ф. М. Достоевского — Настасья Филипповна
- «Гедда Габлер» Г. Ибсена — Гедда Габлер
- «Дама с камелиями» Дюма — Маргарита Готье
- «Царь Эдип» Софокла — Иокаста